# Vaca de les Highlands

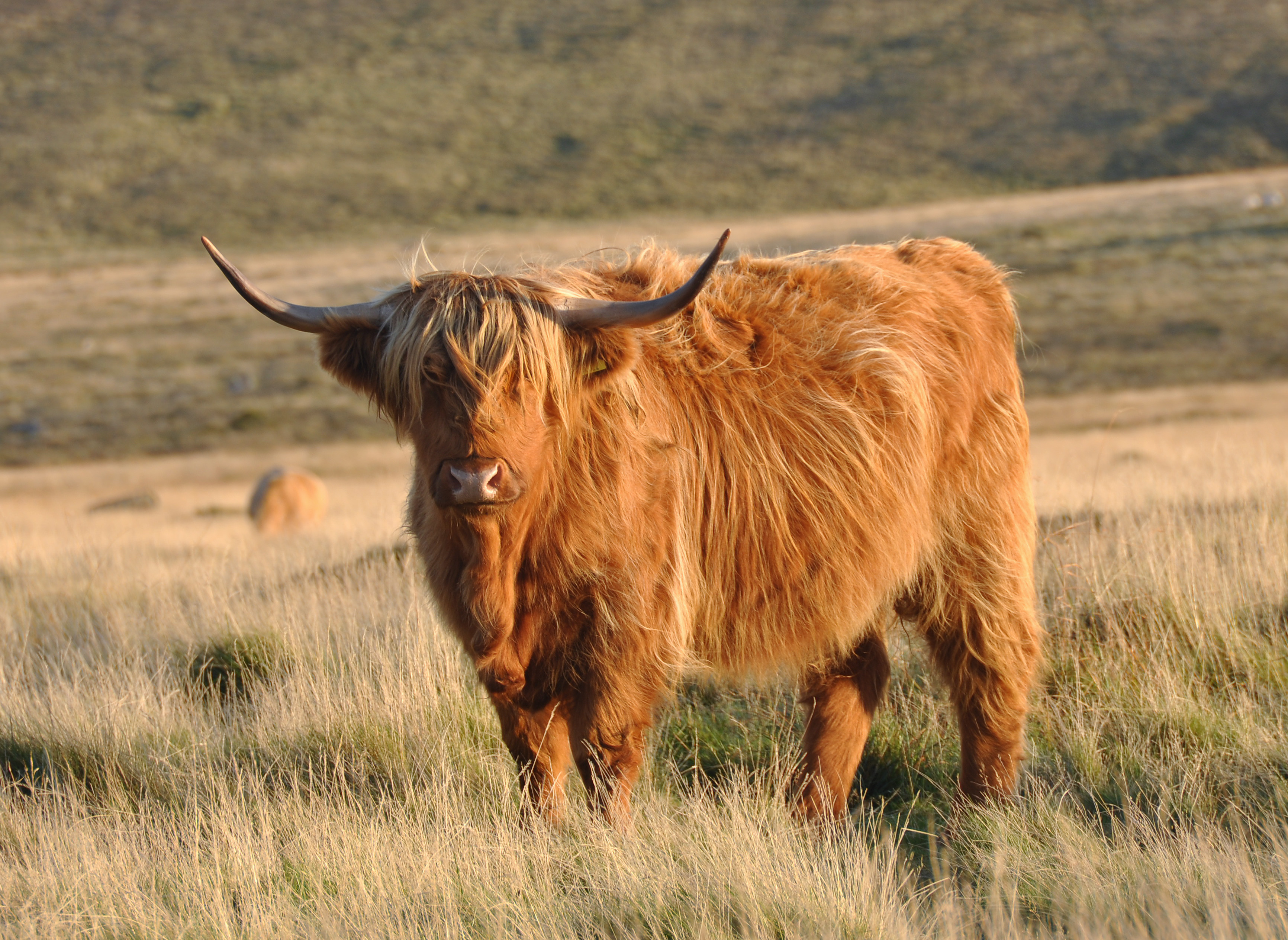
Vaca de les Highlands

La vaca de les Highlands (en gaèlic escocès Bò Ghàidhealach) és una raça de vaca de criança que es caracteritza per les seves llargues banyes i el llarg i gruixut pelatge, que pot ser de color negre, viat (brindle en anglès), rogenc, castany clar o dun. Es cria principalment per a carn de boví, i s'ha exportat a diversos altres països.

## Història

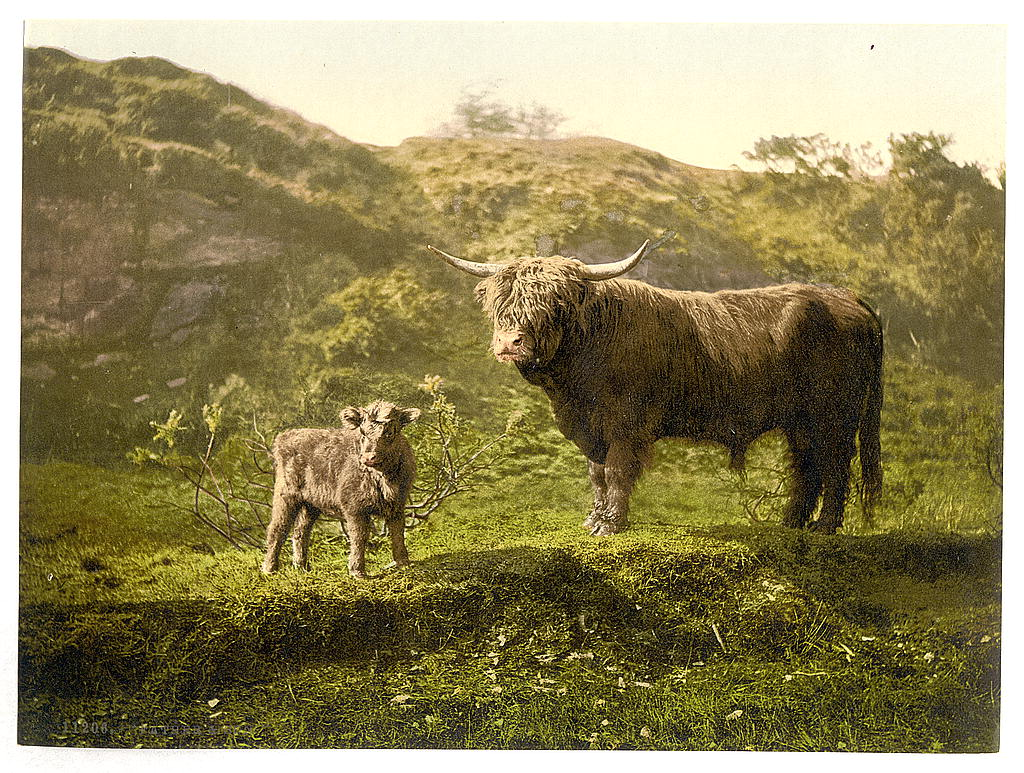
Toro i vedell, il·lustració de 1890–1900

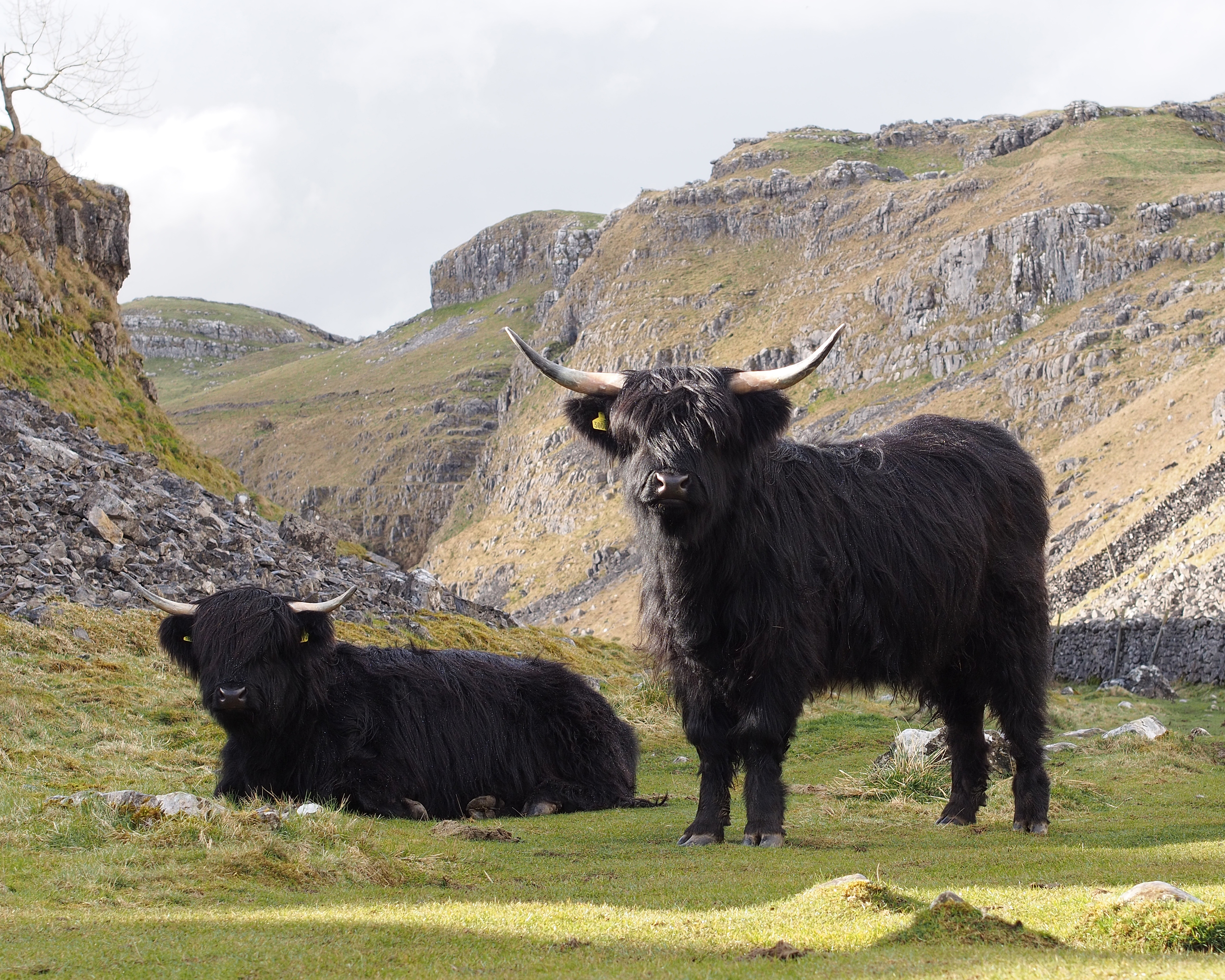
Vaques negres

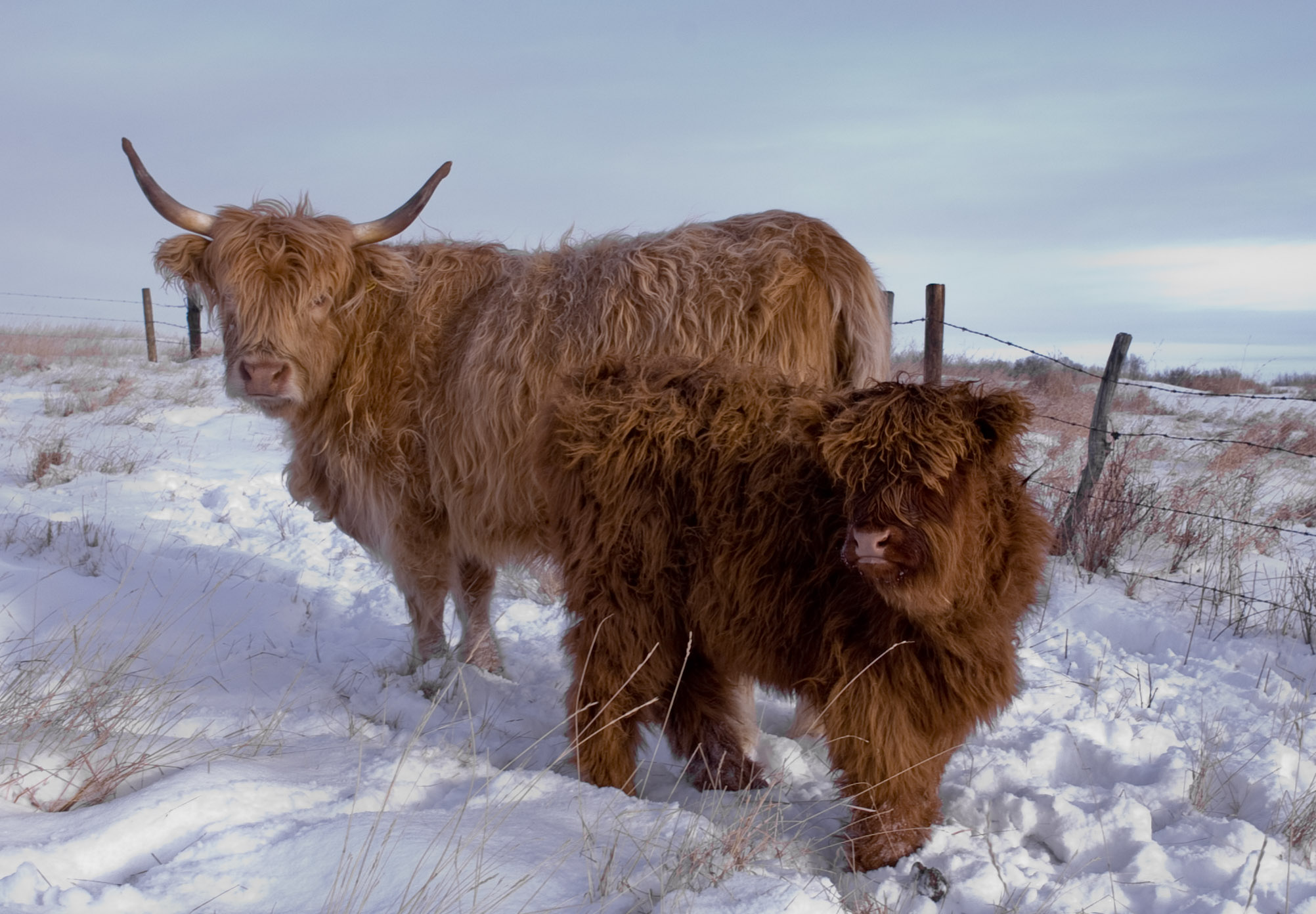
Vaca i vedell al sud-est de Saskatchewan

La Highland és una raça tradicional de l'oest d'Escòcia. Hi havia dos tipus diferents. El Kyloe, criat principalment a les Hèbrides o illes occidentals, era petit i sovint era negre.:243 El bestiar s'anomenava així a causa de la pràctica de nedar-los a través dels estrets o kyles que separaven les illes del continent. El bestiar del continent era una mica més gros i de color molt variable; sovint eren marrons o vermells.:200:66
Aquest bestiar va ser important per a l'economia escocesa del segle XVIII. En mercats com els de Falkirk o Crieff, molts van ser comprats per conductors d'Anglaterra, que els van traslladar al sud sobre els Penins per ser engreixats per a la matança. El 1723 es van vendre més de 30.000 en bestiar escocès a Anglaterra.:243
Una societat de races es va establir el 1884, i el 1885 va publicar el primer volum del llibre genealògic. En això els dos tipus es van registrar sense distinció com a 'Highland'.:200
L'any 2002 el nombre de vaques reproductores registrades al Regne Unit era d'unes 2.500; el 2012, s'havia elevat a uns 6.000.:200 El 2021 eren 3.161; l'estat de conservació de la raça al Regne Unit figura a DAD-IS com a en perill. Es desconeix el nombre de bestiar no registrat.:200
Encara que un grup de bestiar s'anomena generalment manada, un grup de bestiar de les Highlands es coneix com a "plec". Això es deu al fet que a l'hivern el bestiar es guardava en refugis oberts fets de pedra anomenats plecs per protegir-los de la intempèrie durant la nit.
El 1954, la reina Isabel II va ordenar que el bestiar de les terres altes es mantingués al Castell de Balmoral on encara es conserven a l'actualitat.

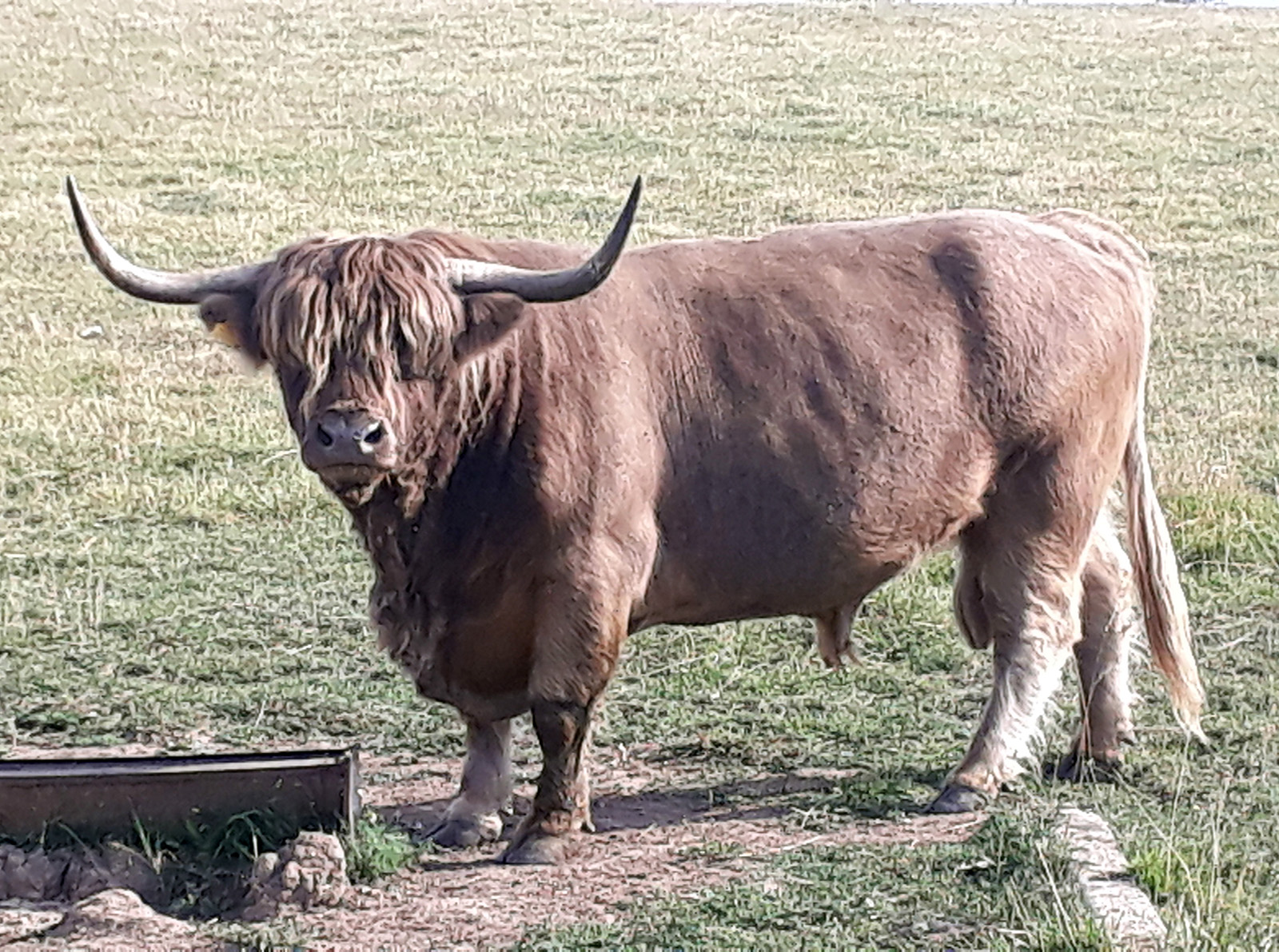
A sobre de Širvintos, a Lituània

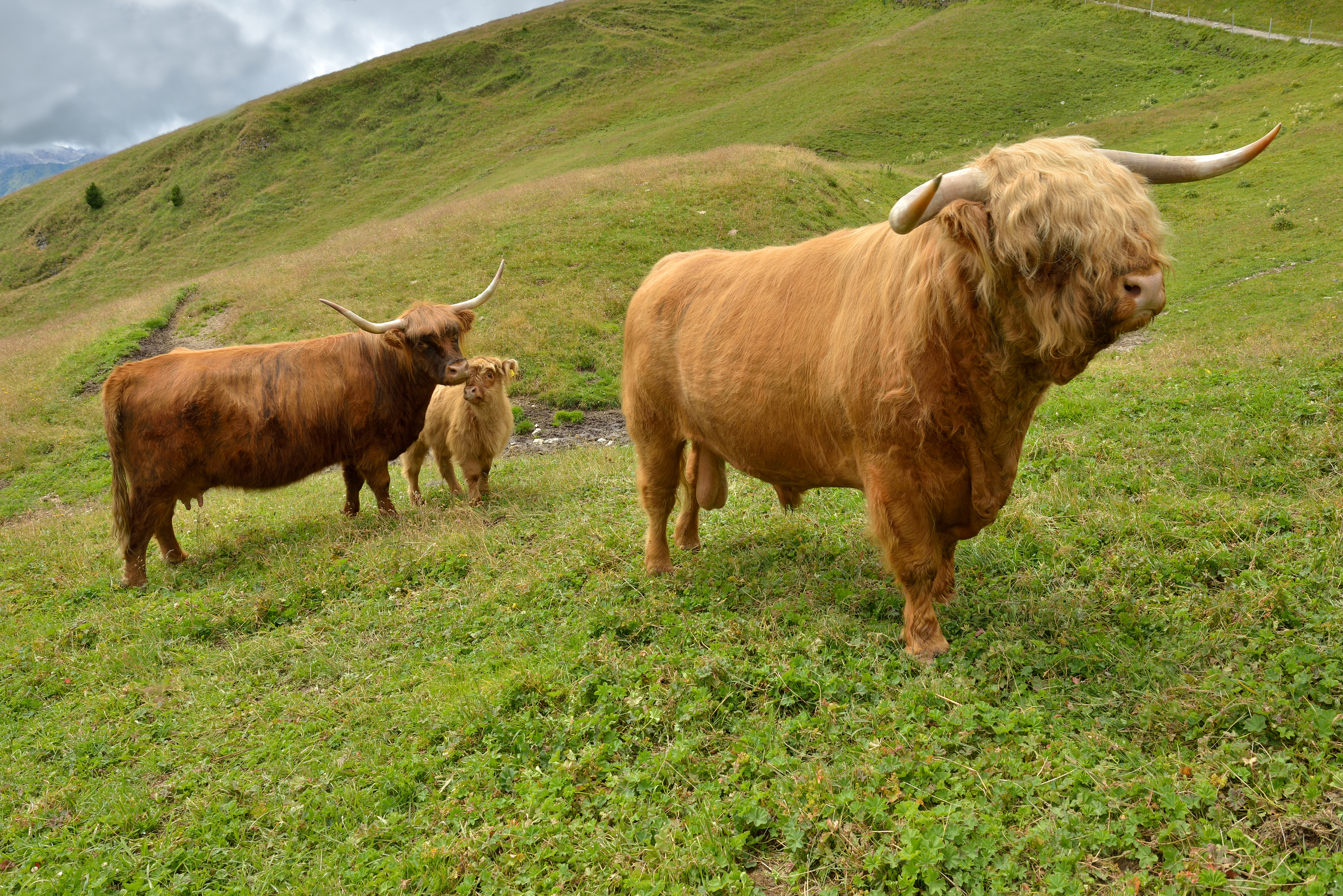
Bou, vaca i vedella a Seceda a la Val Gardena, al nord d'Itàlia

Des de finals del segle XIX, s'exportaven a diversos països del món, entre ells Argentina, Austràlia, Canadà, les Illes Malvines, l'antiga Unió Soviètica i els Estats Units.:200 Més tard al segle XX hi va haver exportacions a diversos països europeus.:200 El 2022, vint-i-tres països van informar de la raça a DAD-IS, dels quals disset van informar dades de població. La població total a tot el món es va situar en poc més de 40.000 habitants, amb les xifres més grans a França i Finlàndia.

## Característiques

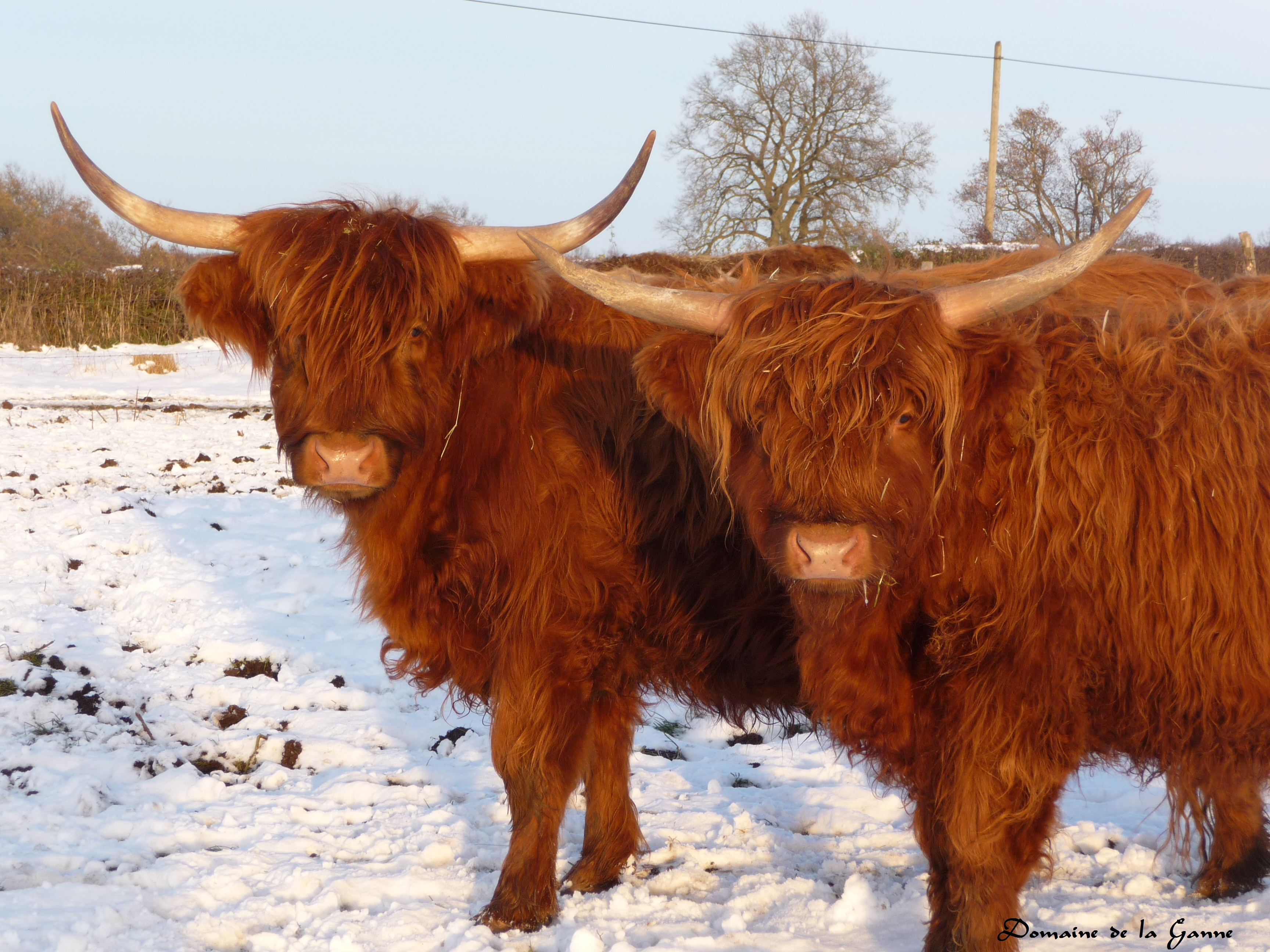
El cabell dona protecció durant el fred hivern

Tenen banyes llargues i amples, i pelatges llargs i ondulats de llana. El color de pelatge habitual és marró vermellós, observat en aproximadament el 60% de la població; un 22% són grocs, i la resta de plata pàl·lida, negre o tigrat/dun.:200 Els colors del pelatge són causats per al·lels al gen MC1R (E locus) i el gen PMEL o SILV (D locus).
Tenen una doble capa de cabell inusual. A l'exterior hi ha el pèl exterior greixós, el més llarg de qualsevol raça de bestiar, que cobreix un pelatge inferior. Això fa que s'adaptin bé a les condicions de les terres altes, que tenen una pluviositat anual elevada i, de vegades, vents molt forts.
Els bous madurs poden pesar fins a 800 kg i les vaquetes fins a 500 kg. Les vaques solen tenir una alçada de 90 a 106 cm, i els toros solen estar entre 106 i 120 cm. L'aparellament es produeix durant tot l'any amb un període de gestació d'aproximadament 277-290 dies. El més habitual és que neix un únic vedell, però no es desconeixen els bessons. La maduresa sexual s'aconsegueix al voltant dels divuit mesos. El bestiar de les terres altes també té una vida útil esperada més llarga que la majoria de les altres races de bestiar, fins a 20 anys.

## Tolerància al fred
Tots els bovins europeus suporten relativament bé les baixes temperatures, però el bestiar de les terres altes s'ha descrit com "gairebé tan tolerant al fred com el caribú i el ren que viuen a l'Àrtic". Per contra, a causa dels seus pelatges gruixuts, són molt menys tolerants a la calor que el bestiar zebú, originari del sud d'Àsia i adaptat per als climes càlids. El bestiar de les terres altes s'ha establert amb èxit en països on els hiverns són substancialment més freds que Escòcia com Noruega i el Canadà.:200

## Criança
La criança d'aquest tipus de vaca troba els seus orígens a la regió de les Highlands i a les Western Isles d'Escòcia. Des del s.XX, però, s'ha exportat a la resta del món, especialment a Austràlia i a Amèrica del Nord. Aquest tipus de criança va començar sent de dos tipus: de vaques negres, als inicis, i de vaques de color rogenc.
La vaca de les Highlands és una raça forta i resistent gràcies a les condicions que ha après a suportar a la seva regió natal, coneguda per les pluges intenses i el fort vent. Aquestes vaques han pogut adaptar-se correctament a zones de clima temperat i fins i tot a països on els hiverns són bastant més freds que a Escòcia, com a Europa central i al Canadà, ja que el pelatge els proporciona protecció durant els mesos més freds. A més, gràcies a la seva capacitat per trobar menjar, poden sobreviure a les zones de muntanya més elevades. Ambdós tipus de vaca pasturen i mengen plantes que molts altres tipus de bestiar rebutgen.

## Comercialització
La carn de la vaca de les Highlands sol ser més magra que les altres varietats de carn de vedella, ja que el pelatge tan gruixut d'aquesta vaca li proporciona aïllament tèrmic, més que la grassa subcutània. El pelatge fa que sigui una bona raça per criar als climes freds del nord i li permet resistir condicions climàtiques que la majoria de bestiar domèstic de vedella no podria suportar. Per això, la vaca de les Highlands produeix una quantitat raonable de carn de vedella a terres inhòspites que, sinó, no podrien tenir cap profit agrícola. La popularitat que la vaca de les Highlands ha adquirit, a nivell nacional al Regne Unit i arreu del món, ha permès comercialitzar aquest tipus de bestiar pedigrí. Al món agrícola se'n treu profit, ja que és capaç de produir carn de vedella en climes freds i en llocs que presenten unes condicions pobres per la pastura de bestiar. Ocasionalment, la vaca de les Highlands s'ha comercialitzat amb finalitats lucratives (bàsicament per la seva bella i curiosa aparença). Això se sol fer amb els vedells: se'ls adorna amb olis i condicionadors que els proporciona un pelatge ondulat i d'aparença esponjosa. Aquests vedells s'anomenen fluffy cows.

## Carn de vedella de les Highlands
La vedella que produeix la vaca de les Highlands de raça pura és excepcionalment tendra i molt gustosa. No obstant això, actualment les necessitats del mercat carni solen preferir carn i carcanada d'altres tipus. Per tal de fer-se un lloc en aquest mercat, els productors de carn crien la vaca de les Highlands i la fan procrear amb braus de races com la shorthorn o la llemosina. Això permet que la vaca de les Highlands, que és un animal molt resistent, ja que ha pasturat en vessants de muntanyes pobres en vegetació, pugui engendrar vedells encreuats que reuneixen una combinació de característiques: d'una banda, tindran la carn tendra de la mare; de l'altra, tindran un altre tipus de carcanada més valuosa per comercialitzar i que a més els permetrà tenir més reserves per pasturar. Sense aquestes reserves, seria molt difícil que el bestiar pogués pasturar en un entorn com el de les Higlands. Així doncs, les races de braus que reuneixen les millors condicions per procrear amb la vaca de les Highlands són la raça shorthorn, la llemosina o la xarolesa. L'encreuament d'aquestes dues races d'animals permet engendrar vedells que produeixen una carn de molt bona qualitat. Alhora, la seva producció és un dels pilars de la comercialització de carn de vedella a Escòcia.

## Comportament social
Es va estudiar un ramat de bestiar semisalvatge de les Highlands durant un període de 4 anys. Es va comprovar que el bestiar té una clara estructura i jerarquia de domini, la qual cosa redueix l'agressivitat. La situació social depèn de l'edat i el sexe, amb el bestiar més gran dominant als vedells i els més joves, i els mascles dominant les femelles. Els toros joves dominaran les vaques adultes quan arribin al voltant dels 2 anys d'edat. Els vedells de la vaca de primer nivell van rebre un estatus social més alt, malgrat la mínima intervenció de la seva mare. Les baralles, llepar i muntar es consideraven un contacte amigable.
La cria va tenir lloc al maig i al juny, i les vaques van donar a llum per primera vegada als 2-3 anys.